# Aleksandr Mironienko
Aleksandr Grigorjewicz Mironienko (ros. Александр Григорьевич Мироненко, ur. 20 października 1959 w Duszanbe, zm. 29 lutego 1980 w prowincji Kunar) – radziecki wojskowy, starszy sierżant wojsk powietrznodesantowych, nagrodzony pośmiertnie tytułem Bohatera Związku Radzieckiego (1980).

## Życiorys
Urodził się w rosyjskiej rodzinie robotniczej. Skończył 8 klas szkoły średniej w Duszanbe i z wyróżnieniem technikum budowlane. Zajmował się boksem, był w młodzieżowej reprezentacji republikańskiej, brał udział w turniejach bokserskich. 16 września 1978 został powołany do służby w Siłach Zbrojnych ZSRR, służył w 317 gwardyjskim pułku powietrznodesantowym 103 Gwardyjskiej Dywizji Powietrznodesantowej w Witebsku, ukończył szkołę młodszych dowódców i był sekretarzem biura Komsomołu. W grudniu 1979 został skierowany do Demokratycznej Republiki Afganistanu jako zastępca dowódcy plutonu kompanii zwiadowczej 317 gwardyjskiego pułku powietrznodesantowym 103 Gwardyjskiej Dywizji Powietrznodesantowej. Brał udział w ochranianiu ważnych obiektów w Kabulu. 29 lutego 1980 brał udział w operacji bojowej mającej na celu rozgromienie dużego zgrupowania mudżahedinów w kiszłaku Szigał w prowincji Kunar. Po wylądowaniu z helikoptera wraz z plutonem zabezpieczył strefę lądowania. Podczas tej akcji zabił podobno 10 mudżahedinów. Podczas walk wraz z dwoma innymi spadochroniarzami został odcięty od głównych sił. Podobno zorganizował odparcie ataków mudżahedinów, jednak dwóch spadochroniarzy zginęło. Nawet po otrzymaniu dwóch postrzałów i byciu śmiertelnie ranny, nadal miał strzelać do mudżahedinów z karabinu maszynowego i rzucać granatami. Po wyczerpaniu amunicji wziął swój ostatni granat i wyciągnął zawleczkę, a gdy mudżahedini zbliżyli się do niego po stwierdzeniu że zabrakło mu amunicji, wysadził się w powietrze razem z nimi. 28 kwietnia 1980 pośmiertnie otrzymał tytuł Bohatera Związku Radzieckiego i Order Lenina. Został pochowany na centralnym cmentarzu miejskim w Duszanbe, 4 maja 1991 jego szczątki przeniesiono na cmentarz w Penzie, dokąd przeprowadzili się jego rodzice.
Oficjalna wersja jego śmierci została zakwestionowana przez Siergieja Bojarkina, weterana 317 gwardyjskiego pułku powietrznodesantowego. Bojarkin stwierdził, że Mironienko wraz z innym żołnierzem, Wiktorem Zadwornowem, zostali zastrzeleni przez gefrajtera Nikołaja Siergiejewa po tym, gdy obaj opuścili główne siły, by splądrować pobliską wioskę. Siergiejew podobno miał pretensje do Mironienki. Po strzelaninie Siergiejew podobno uciekł w góry i następnego dnia został znaleziony przez grupę poszukiwawczą, podobno zeznając o bitwie oraz o tym, jak Mironienko i Zadwornow zostali zabici przez mudżahedinów.

## Upamiętnienie
W Witebsku postawiono jego pomnik, a w Duszanbe popiersie. Jego imieniem nazwano park i szkołę średnią w Duszanbe.